# Saint-Laurent (Pas-de-Calais)
Saint-Laurent is een dorp in de Franse gemeente Saint-Laurent-Blangy in het departement Pas-de-Calais. Saint-Laurent ligt aan de Skarpe en vormt het noordelijk deel van de gemeente. Ten zuiden van de rivier ligt Blangy. De plaats ligt zo'n anderhalve kilometer ten noordoosten van het stadscentrum van Arras.

## Geschiedenis
De plaats stond vroeger bekend onder de naam Imercourt. Oude vermeldingen dateren uit de 11de eeuw als Ymericortis en Imercourt. Uit de 13de eeuw dateert een vermelding Beatus Laurentius de Imercort. De volgende eeuwen raakte de naam Saint-Laurent steeds meer in gebruik. 
Op het eind van het ancien régime werd Saint-Laurent een gemeente. De revolutionairen voerden nog even de naam Imercourt in, maar daarna werd dit weer Saint-Laurent. In 1819 werd buurgemeente Blangy (89 inwoners in 1806) aangehecht bij Saint-Laurent (727 inwoners in 1806) in de gemeente Saint-Laurent-Blangy.
In de Eerste Wereldoorlog lag Saint-Laurent aan het front en werd vernield. Ook de kerk werd verwoest en in de jaren 20 werd op een andere locatie een nieuwe kerk opgetrokken. De toestand van deze nieuwe kerk verslechterde in de loop van de eeuw en in 1981 werd ook deze kerk gesloopt om plaats te maken voor een nieuwe.

## Bezienswaardigheden
- De Église Saint-Laurent.
- Het Deutscher Soldatenfriedhof Saint-Laurent-Blangy, een Duitse militaire begraafplaats met meer dan 30.000 gesneuvelden uit de Eerste Wereldoorlog
- In Saint-Laurent bevinden zich vier Britse militaire begraafplaatsen uit de Eerste Wereldoorlog:
  - Bailleul Road East Cemetery
  - Bailleul Road West Cemetery
  - Hervin Farm British Cemetery
  - Mindel Trench British Cemetery
- Op de gemeentelijke begraafplaats van Saint-Laurent-Blangy bevinden zich drie Britse oorlogsgraven uit de Tweede Wereldoorlog

## Verkeer en vervoer
Door Saint-Laurent loopt de weg van Douai naar Arras.